# Thelymitra macrophylla
Thelymitra macrophylla är en orkidéart som beskrevs av John Lindley. Thelymitra macrophylla ingår i släktet Thelymitra och familjen orkidéer. Inga underarter finns listade i Catalogue of Life.